# 마이클 뢰베
마이클 뢰베(Michael Loewe, 본명: 마이클 아서 네이선 뢰베, 본명 영어: Michael Arthur Nathan Loewe, 1922년 11월 2일 ~ 2025년 1월 1일)는 영국의 역사가, 중국학자, 작가로, 고전 한문과 고대 및 초기 중국 제국의 역사 분야에서 수십 권의 책, 기사 및 기타 출판물을 저술했다.

## 수상 및 영예
- 대영 왕립아시아학회 회원
- 미국 예술 과학 아카데미 명예 회원
- 2021년 중국학에 대한 뛰어난 공헌상, 세계 중국학 포럼에서 수여[1]

케임브리지 대학에는 뢰베를 기리는 독특한 상이 있다. 바로 "마이클 뢰베상"으로, 문학 중국어 분야에서 우수한 성적을 거둔 학부생 한 명 이상에게 매년 수여된다.